# Almajano

Umístění obce v provincii Soria

Almajano je obec ve Španělsku. Leží v provincii Soria v autonomním společenství Kastilie a León. Nachází se na křižovatce cest N-122 a SO-V-6101 asi 14 kilometrů severovýchodně od Sorie. Jméno pochází z arabského slova pro křižovatku.
Podle sčítání Censo de Pecheros z roku 1528 zde žilo 57 pecheros (rodin, jež nuceně odváděly daně). Podle sčítání z roku 1842 zde v 81 domech žilo 324 obyvatel. V roce 2017 zde žilo 179 obyvatel.